# Катарина Люксембургска
Катарина Люксембургска или Катарина Бохемска (на немски: Katharina von Luxemburg; Katharina von Böhmen; * 19 август 1342, Прага; † 26 април 1395, Виена, погребана в катедралата „Св. Стефан“, Виена) е чрез женитби херцогиня на Австрия и маркграфиня на Бранденбург.

## Живот
Дъщеря е на император Карл IV (1316 – 1378) от фамилията Люксембурги и Бланка Валоа (1316 – 1348). Майка ѝ е първата съпруга на Карл IV и най-малката дъщеря на граф Шарл Валоа. Катарина е по-малка сестра на Маргарета Люксембургска (1335 – 1349), която от 1334 г. е съпруга на Лайош I Велики, крал на Унгария, Хърватия и Полша.
През 1357 г. Катарина се омъжва за Рудолф IV от род Хабсбурги, който от 1358 г. херцог на Австрия. Рудолф умира на 27 юли 1365 г. Една година по-късно (1366) тя се омъжва за Ото V от род Вителсбахи, херцог на Горна Бавария, курфюрст и маркграф на Бранденбург. И двата ѝ брака са бездетни.
На 15 август 1373 г. Ото V продава Маркграфство Бранденбург на Карл IV за 500 000 гулдена, но Ото и Катарина запазват титлата си маркграф. Катарина въобще не е ходила в Маркграфство Бранденбург. Двамата живеят в Мюнхен и често в Прага при баща ѝ. Бракът им не е щастлив, заради бездетието. След смъртта на Ото през 1379 г. тя отива да живее във Виена и се отказва от титлата маркграфиня.
Катарина умира на 26 април 1395 г. във Виена и е погребана до първия ѝ съпруг Рудолф в херцогската гробница в катедралата „Св. Стефан“ към Виена.